# Macrosiphoniella maculata
Macrosiphoniella maculata är en insektsart. Macrosiphoniella maculata ingår i släktet Macrosiphoniella och familjen långrörsbladlöss. Inga underarter finns listade i Catalogue of Life.